# Compsophis albiventris
Espèce
Statut de conservation UICN

 NT  : Quasi menacé
Compsophis albiventris est une espèce de serpents de la famille des Lamprophiidae. 

## Répartition
Cette espèce est endémique de Madagascar.

## Description
L'holotype de Compsophis albiventris mesure 167 mm dont 28 mm pour la queue. Son dos est brun foncé et sa tête brun clair. Sa face ventrale est blanc crémeux.

## Étymologie
Son nom d'espèce, du latin, albi, « blanc », et ventris, « ventre », lui a été donné en référence à la couleur blanche de sa face ventrale.

## Publication originale
- Mocquard, 1894 : Reptiles nouveaux ou insuffisamment connus de Madagascar. Compte-Rendu Sommaire des Séances de la Société philomathique de Paris, sér. 8, vol. 6, no 17, p. 1-10 (texte intégral).